# Meistersingerhalle

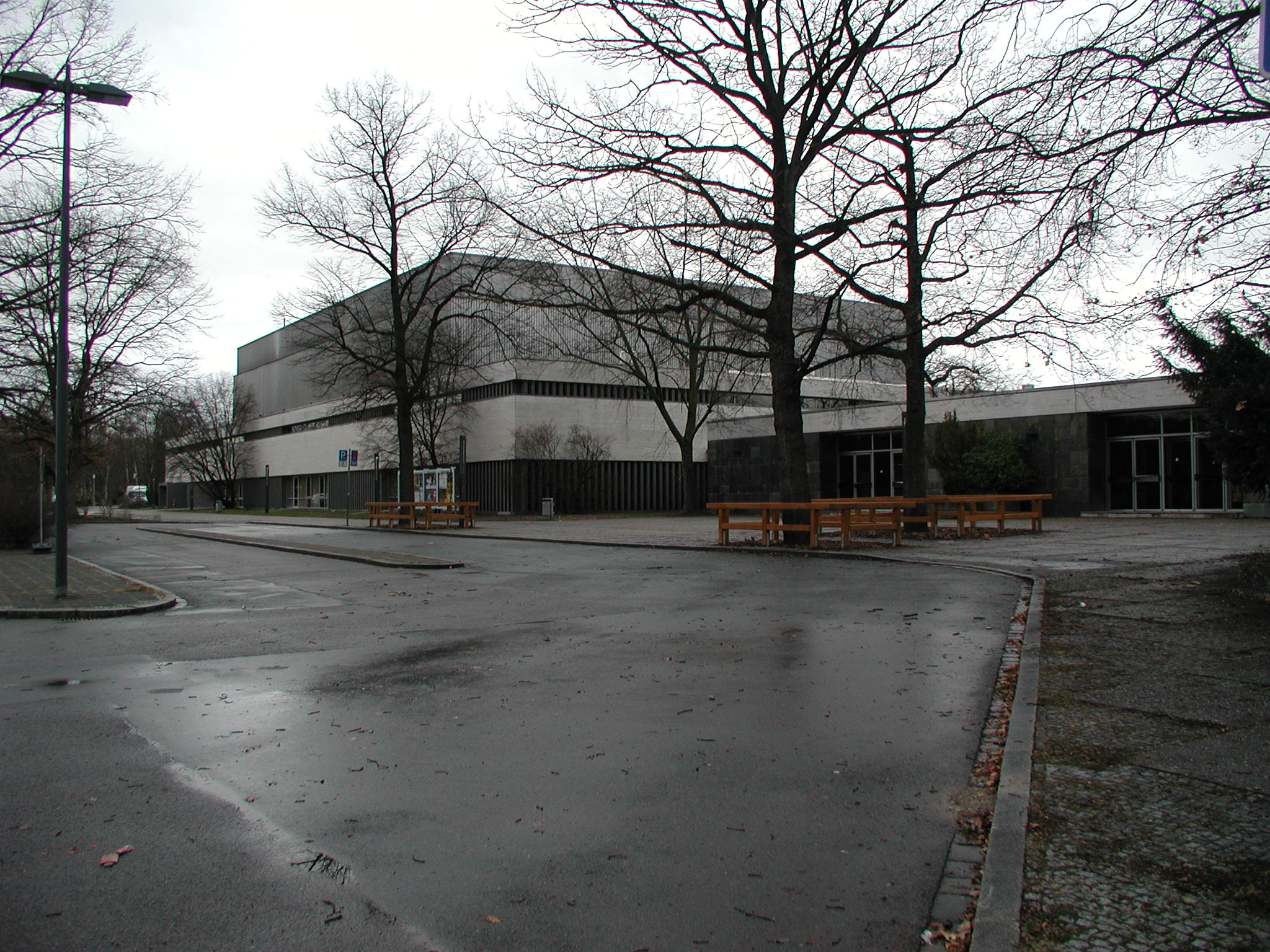
Der Große Saal der Meistersingerhalle

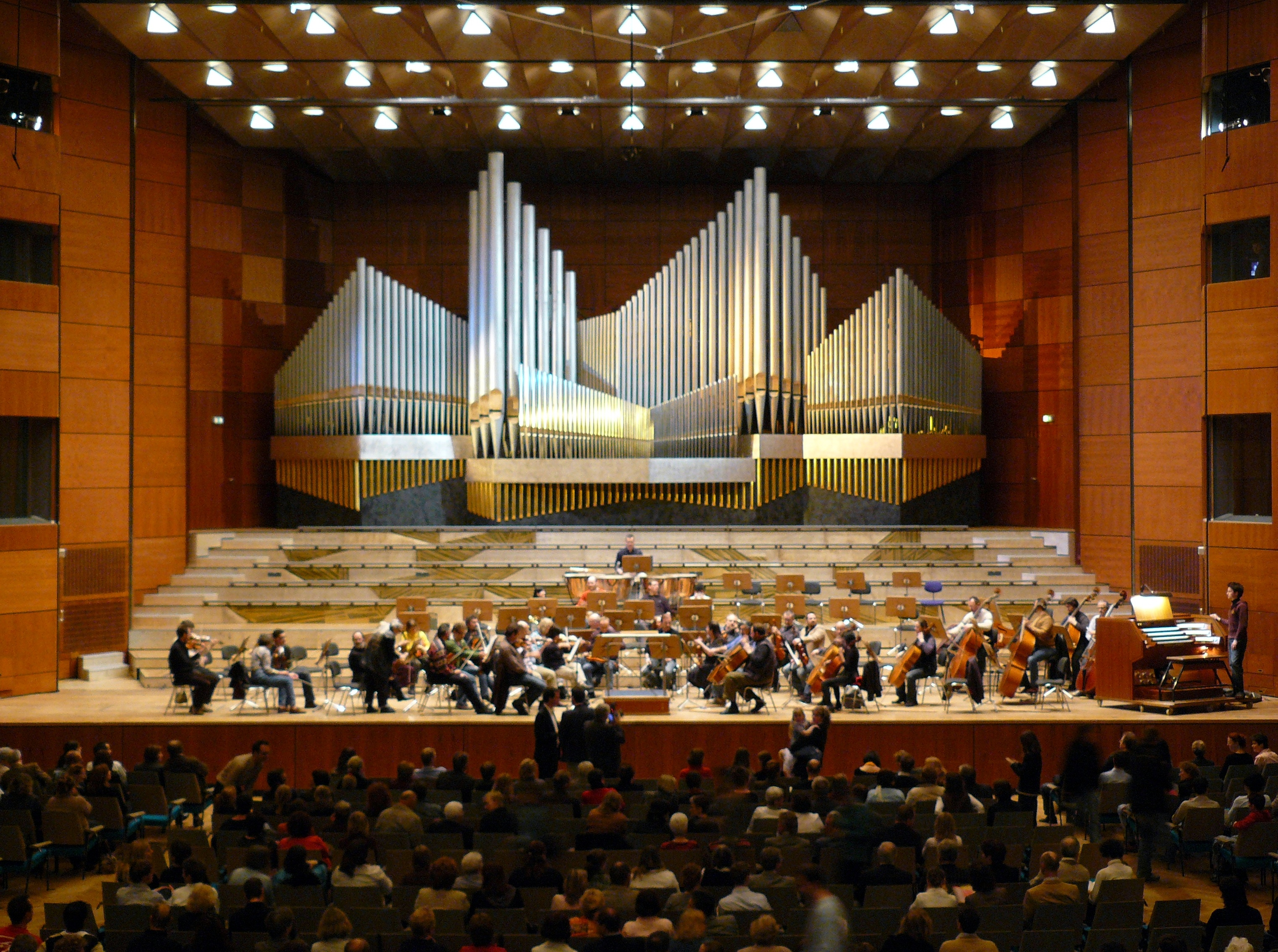
Bühne im Großen Saal mit Steinmeyer-Orgel

Die Meistersingerhalle ist das kommunale Kultur- und Kongresszentrum der Stadt Nürnberg.
Benannt ist sie nach der Nürnberger Tradition der Meistersinger, der Richard Wagner in seiner Oper Die Meistersinger von Nürnberg ein Denkmal gesetzt hat. Sie liegt am nördlichen Luitpoldhain und steht seit 2007 unter Denkmalschutz.
Gelegentlich aufkommende Diskussionen um einen Abriss und Neubau werden regelmäßig abschlägig beschieden.

## Geschichte
Nachdem im Nachkriegs-Nürnberg aufgrund der Zerstörung der großen Saalbauten im Zweiten Weltkrieg, insbesondere der Luitpoldhalle und des Kulturvereins, keine Halle für Konzerte und repräsentative Veranstaltungen, abgesehen von der als „Oratorienkirche“ gebauten Gustav-Adolf-Gedächtniskirche mit 2.500 Sitzplätzen, vorhanden war, wurde nach einem Wettbewerb 1958 Harald Loebermann mit dem Bau und Wunibald Puchner mit der Innenausstattung der Halle beauftragt. Bauzeit war von 1960 bis 1963, die Einweihung am 7. September 1963. Die Baukosten betrugen 30,5 Mio. DM; die bebaute Fläche beträgt 12.000 m², die Nutzfläche beträgt 26.740 m².

## Ausstattung
Der Große Saal hat 2000 m² im Parkett und 520 m² im Rang und ist rechteckig angelegt. Er ist ausgestattet mit einer Bühne, seitlichen und hinteren Rängen und einer großen Konzertorgel, die 1963 von der Orgelbaufirma G. F. Steinmeyer & Co. erbaut wurde. Das Schleifladen-Instrument hat 86 Register (6.646 Pfeifen) auf vier Manualen und Pedal. Die Spiel- und Registertrakturen sind elektrisch.
| I Positiv C–a3   |        |
| Quintade         | 16′    |
| Prinzipal        | 8′     |
| Violflöte        | 8′     |
| Koppel           | 8′     |
| Oktave           | 4′     |
| Kleingedeckt     | 4′     |
| Oktave           | 2′     |
| Flachflöte       | 2′     |
| Terz             | 1 3⁄5′ |
| Quinte           | 1 ⁄3′  |
| Sifflöte         | 1′     |
| Mixtur IV-VI     | 1 ⁄3′  |
| Helle Cymbel III | 1⁄6′   |
| Dulcian          | 16′    |
| Krummhorn        | 8′     |
| Regal            | 4′     |
| Tremulant        |        |

| II Hauptwerk C–a3  |       |
| Prinzipal          | 16′   |
| Rohrgedeckt        | 16′   |
| Prinzipal          | 8′    |
| Viola di gamba     | 8′    |
| Gemshorn           | 8′    |
| Gedackt            | 8′    |
| Flöte              | 8′    |
| Praestant          | 4′    |
| Salicet            | 4′    |
| Rohrflöte          | 4′    |
| Quinte             | 2 ⁄3′ |
| Prinzipal          | 2′    |
| Waldflöte          | 2′    |
| Großmixtur VI      | 2 ⁄3′ |
| Kleinmixtur III-IV | 1′    |
| Cornett III-V      | 8′    |
| Trompete           | 16′   |
| Trompete           | 8′    |
| Trompete           | 4′    |

| III Schwellwerk C–a3 |        |
| Pommer               | 16′    |
| Holzprinzipal        | 8′     |
| Salicional           | 8′     |
| Schwebung            | 8′     |
| Nachthorn            | 8′     |
| Oktave               | 4′     |
| Koppelflöte          | 4′     |
| Quintade             | 4′     |
| Quinte               | 2 ⁄3′  |
| Schwiegel            | 2′     |
| Terz                 | 1 3⁄5′ |
| Plein jeu V          | 2′     |
| Cymbel IV            | 1⁄2′   |
| Fagott               | 16′    |
| Helle Trompete       | 8′     |
| Oboe                 | 8′     |
| Clairon              | 4′     |
| Tremulant            |        |

| IV Oberwerk C–a3 |       |
| Bordun           | 16′   |
| Prinzipal        | 8′    |
| Viola            | 8′    |
| Tibia clausa     | 8′    |
| Oktave           | 4′    |
| Flöte            | 4′    |
| Sesquialtera II  | 2 ⁄3′ |
| Oktave           | 2′    |
| Solokornett V    | 8′    |
| Scharff IV-V     | 1     |
| Terzcymbel       | 4⁄5′  |
| Bombarde         | 16′   |
| Tuba             | 8′    |
| Feldtrompete     | 4′    |
| Tremulant        |       |

| Pedalwerk C–g1  |         |
| Prinzipal       | 32′     |
| Prinzipal       | 16′     |
| Violon          | 16′     |
| Salicetbaß      | 16      |
| Subbaß          | 16′     |
| Quintbaß        | 10 2⁄3′ |
| Oktavbaß        | 8′      |
| Gambenbaß       | 8′      |
| Baßflöte        | 8′      |
| Pedalquinte     | 5 1⁄3′  |
| Oktave          | 4′      |
| Flötbaß         | 4′      |
| Rohrpfeife      | 2′      |
| Hintersatz IV   | 2 ⁄3′   |
| Pedalmixtur VI  | 2′      |
| Bombarde        | 32′     |
| Posaune         | 16      |
| Baßtrompete     | 8′      |
| Clarine         | 4′      |
| Singend Cornett | 2′      |

Das Große Foyer verfügt über weitere 2014 m² Fläche und dient als Wandelhalle für die Pausen sowie als Ausstellungsfläche. In den ersten 20 Jahren wurden im Wesentlichen klassische Konzerte veranstaltet; der Große Saal fasst in Konzertbestuhlung ca. 2100 Sitzplätze. Danach wurde der Mehrzweckraum auch für andere Veranstaltungen genutzt; z. B. finden hier Landes-Parteitage, ebenso Bälle, Rockkonzerte und Kongresse statt. Sowohl die Nürnberger Symphoniker, die erst seit der Eröffnung der Meistersingerhalle diesen Namen tragen (zuvor Fränkisches Landesorchester), als auch die Nürnberger Philharmoniker veranstalten Konzertreihen; die Nürnberger Konzertchöre (Hans-Sachs-Chor, Philharmonischer Chor, Lehrergesangverein) treten regelmäßig auf. Auch Gastspiele klassischer Orchester und Solisten finden in Nürnberg weitgehend im Großen Saal der Meistersingerhalle statt.
Der Kleine Saal (470 m² in rechteckartiger Form) fasst in üblicher Bestuhlung 500 Plätze und wird u. a. für Kammerkonzerte genutzt. Der Privatmusikverein Nürnberg e. V. hält dort acht Kammermusikabende je Saison ab. Das Foyer des Kleinen Saales bietet weitere 550 m² Fläche.
Beide Säle sind für Tonaufnahmen ausgerüstet. Derzeit (Stand 2010) finden bei insgesamt ca. 350.000 Besuchern etwa 80 klassische Konzerte und insgesamt ca. 800 Veranstaltungen pro Jahr statt.